# HD66341
HD66341 — хімічно пекулярна зоря спектрального класу B7, що має видиму зоряну величину в смузі V приблизно  6,3.
Вона  розташована на відстані близько 1364,7 світлових років від Сонця.

## Пекулярний хімічний склад
Зоряна атмосфера HD66341 має підвищений вміст 
Si
.